# شيجيو هيروس
شيجيو هيروس (6 ديسمبر 1947 -) (اليابانية:広瀬茂男) هو مخترع ومهندس الكترونيات ياباني.

## حياته ونشاته
ولد في طوكيو، ودرس في مدرسة هيبيا الثانوية، وتخرج من جامعة يوكوهاما الوطنية في عام 1971 وحصل على دكتوراه من معهد طوكيو للتكنولوجيا في 1976.
حصل على درجة البكالوريس والماجستير والدكتوراه في الهندسة. (ولد عام 1947 في طوكيو) حصل على جائزة الرواد في الروبوتات)، وقد عمل أستاذ في معهد طوكيو للتكنولوجيا.

## مسيرته
عمله يتضمن تصاميم لروبوتات قادرة على أنواع مختلفة من الحركة، مثل المشي، والزحف، والسباحة، والانزلاق. وتصميمات محددة تشمل «النينجا روبوت» القادر على تسلق المباني كما وقام بتصميم سبعة طن روبوت قادر على تسلق المنحدرات الجبلية بهدف تثبيت مسامير في الأرض وذلك لمنع الانهيارات الأرضية. كما يشارك هيروس في العمل مع الأمم المتحدة لتطوير روبوت التحكم عن بعد القادر على إزالة الألغام الأرضية.

## مناصب
- 1976-1979 بحوث المعاون
- 1979-1992 أستاذ مشارك
- 1992 -- أستاذ، طوكيو معهد تكنولوجي
- 2002 -- أستاذ فخري، شنغيانغ معهد تكنولوجي، الأكاديمية الصينية للعلوم
- زميل في الجمعية اليابانية للمهندسين الميكانيكيين.
- رفيقة من معهد مهندسي الكهرباء والإلكترونيات

## الروابط الخارجية
- الحيوى
- هيروس - فوكوشيما روبوت مختبر